# КАУР-3
КАУР-3 (Космический Аппарат Унифицированного Ряда № 3) — спутниковая платформа созданная в конце 60-х годов 20-го века в НПО ПМ им академика М. Ф. Решетнёва для постройки нескольких серий военных и гражданских геостационарных спутников. С 1975 года на этой платформе были построены КА серий «Грань» («Радуга»), «Экран», «Горизонт» и «Радуга-1». КАУР-3 является третьей из семейства унифицированных спутниковых платформ КАУР.

## Особенности платформы КАУР-3
К особенностям платформы КАУР-3 относятся:
- трехосная система ориентации (продольная ось корпуса ориентирована на центр Земли с точностью до 0,25°);
- подвижные относительно корпуса панели солнечных батарей площадью 25 м²;
- активная газожидкостная система терморегулирования;
- двигательная установка коррекции орбиты на базе микро-ЖРД[4].

## «Экран»
Первыми на платформе КАУР-3 начали разрабатываться спутники серии «Экран» (11Ф648). Решение о создании этого спутника было принято в 1967 году. Однако, в связи с тем, что первые варианты этого КА должны были оснащаться ретранслятором с амплитудной модуляцией (АМ), они были запрещены Всемирной административной конференцией по радиочастотам в 1971 году. По этой причине разработка «Экранов» затянулась и первый КА новой серии «Экран-ЧМ» (11Ф647), который транслировал программы в диапазоне ДМВ, был запущен только 26 октября 1976 г. Спутники этой серии предназначались для переброски центральных каналов на территорию Сибири и Дальнего Востока: прием велся на коллективную земную станцию (ЗС) и затем программы ретранслировались в режиме АМ на прилегающие окрестности (в настоящее время[когда?] насчитывается около 5000 ЗС «Экран»).

## «Экран-М»
В конце 80-х годов КА «Экран» были модифицированы, но их предназначение осталось тем же. В основном был увеличен гарантийный срок работы КА с 1 до 3 лет и его технический ресурс до 6 лет. Реально же, КА «Экран-М» работал до 9 лет, как и случилось в 90-х годах: «Экран-М» № 15Л был выведен на орбиту в 1992 году, a его замена «Экран-М» № 18Л только лишь в 2001, когда «Экран-М» № 15Л перестал работать.
Полезная нагрузка КА «Экран-M» состояла из двух транспондеров. Однако, в связи с ошибками проектирования, («Экран-М» создавал помехи в системе распознавания «Свой-Чужой») использовался только лишь один ствол, а второй находился в резерве.

## «Грань» («Радуга»)
КА «Грань» выведенный на орбиту в 1975 году стал первым серийным геостационарным спутником изготовленным в НПО ПМ. Эти спутники основали Единую систему спутниковой связи (ЕССС) принятую на вооружение в 1979 г. Кроме обеспечения телефонно-телеграфной связью ВС СССР, спутники «Грань» использовались и в гражданских целях: один из ретрансляторов работал в интересах народного хозяйства СССР и даже использовался международной организацией «Интерспутник» (аналог Intelsat).

## «Горизонт»
КА «Горизонт» были спроектированы для расширения возможностей КА «Радуга», так как одного гражданского транспондера этого спутника Министерству связи СССР явно не хватало. Кроме того, нужен был КА работающий в Ku-диапазоне (14/11 ГГц) для приёма на небольшие земные антенны. Четыре новых спутника были выведены на орбиту в 1978—1980 годов к открытию Олимпиады 1980 года в Москве и реализовали в сочетании с «Экранами» схему «пятизонового вещания»: территория СССР была разделена на пять зон и на каждую зону транслировался свой (с учетом местного времени) вариант программы Центрального телевидения.
КА «Горизонт» оснащались шестью транспондерами C-диапазона и одним транспондером Ku-диапазона. Кроме того с 1988 г. через «Горизонт» действует[когда?] система «Океан» (1.5/1.6 ГГц) для обеспечения связи с подвижными средствами.

## «Глобус» («Радуга-1»)
Начиная с 1999 года система «Грань» была усовершенствована и второе поколение спутников «Радуга» («Радуга-1») стало основой нового поколения системы ЕССС (ЕССС-2). Основные отличия заключались в возможности работы не только с фиксированными станциями, но и с мобильными объектами, в отличие от системы «Грань».
| Список запусков КА на базе платформы КАУР 3 и её модификаций | Список запусков КА на базе платформы КАУР 3 и её модификаций | Список запусков КА на базе платформы КАУР 3 и её модификаций | Список запусков КА на базе платформы КАУР 3 и её модификаций | Список запусков КА на базе платформы КАУР 3 и её модификаций | Список запусков КА на базе платформы КАУР 3 и её модификаций | Список запусков КА на базе платформы КАУР 3 и её модификаций | Список запусков КА на базе платформы КАУР 3 и её модификаций | Список запусков КА на базе платформы КАУР 3 и её модификаций | Список запусков КА на базе платформы КАУР 3 и её модификаций                                |
| Название                                                     | Индекс                                                       | Годы эксплуатации                                            | Кол-во пусков (успешн.)                                      | Масса, кг                                                    | Габариты (площадь СБ), м²                                    | Мощн. ПН, кВт                                                | САС, лет                                                     | Средство выведения                                           | Назначение                                                                                  |
| ------------------------------------------------------------ | ------------------------------------------------------------ | ------------------------------------------------------------ | ------------------------------------------------------------ | ------------------------------------------------------------ | ------------------------------------------------------------ | ------------------------------------------------------------ | ------------------------------------------------------------ | ------------------------------------------------------------ | ------------------------------------------------------------------------------------------- |
| «Грань» («Радуга»)                                           | 11Ф638                                                       | 1975 — 1999                                                  | 34(31)                                                       | 2000                                                         | 25                                                           | 1,25                                                         | 3                                                            | РН «Протон» с Блок ДМ                                        | телефонно-телеграфная фиксированная связь, ведомственная связь                              |
| Экран                                                        | 11Ф647                                                       | 1976 — 1988                                                  | 21 (17)                                                      | 2000                                                         | 25                                                           | 1,28                                                         | 1-3                                                          | РН «Протон» с Блок ДМ                                        | Первый в мире спутник непосредственного телевещания (DTH)                                   |
| Экран-М                                                      | 11Ф647М                                                      | 1987 — 2001                                                  | 6 (4)                                                        | 2100                                                         | 25                                                           | 1,8                                                          | 3                                                            | РН «Протон» с Блок ДМ                                        | Непосредственное телевещание (DTH)                                                          |
| Горизонт                                                     | 11Ф662                                                       | 1978 — 2000                                                  | 35 (33)                                                      | 2200                                                         | 25                                                           | 1,8                                                          | 3                                                            | РН «Протон» с Блок ДМ                                        | фиксированная связь, распределительное телевещание, правительственная и ведомственная связь |
| «Радуга-1» («Глобус»)                                        | 17Ф15                                                        | 1989 — 2009                                                  | 8(8)                                                         | 2420                                                         | 25                                                           | 1,6                                                          | 3                                                            | РН «Протон» с Блок ДМ2                                       | фиксированная связь, ведомственная связь                                                    |